# Edition Peters
Edition Peters ist der heute gebräuchliche Name des C. F. Peters Musikverlages Leipzig.

## Geschichte

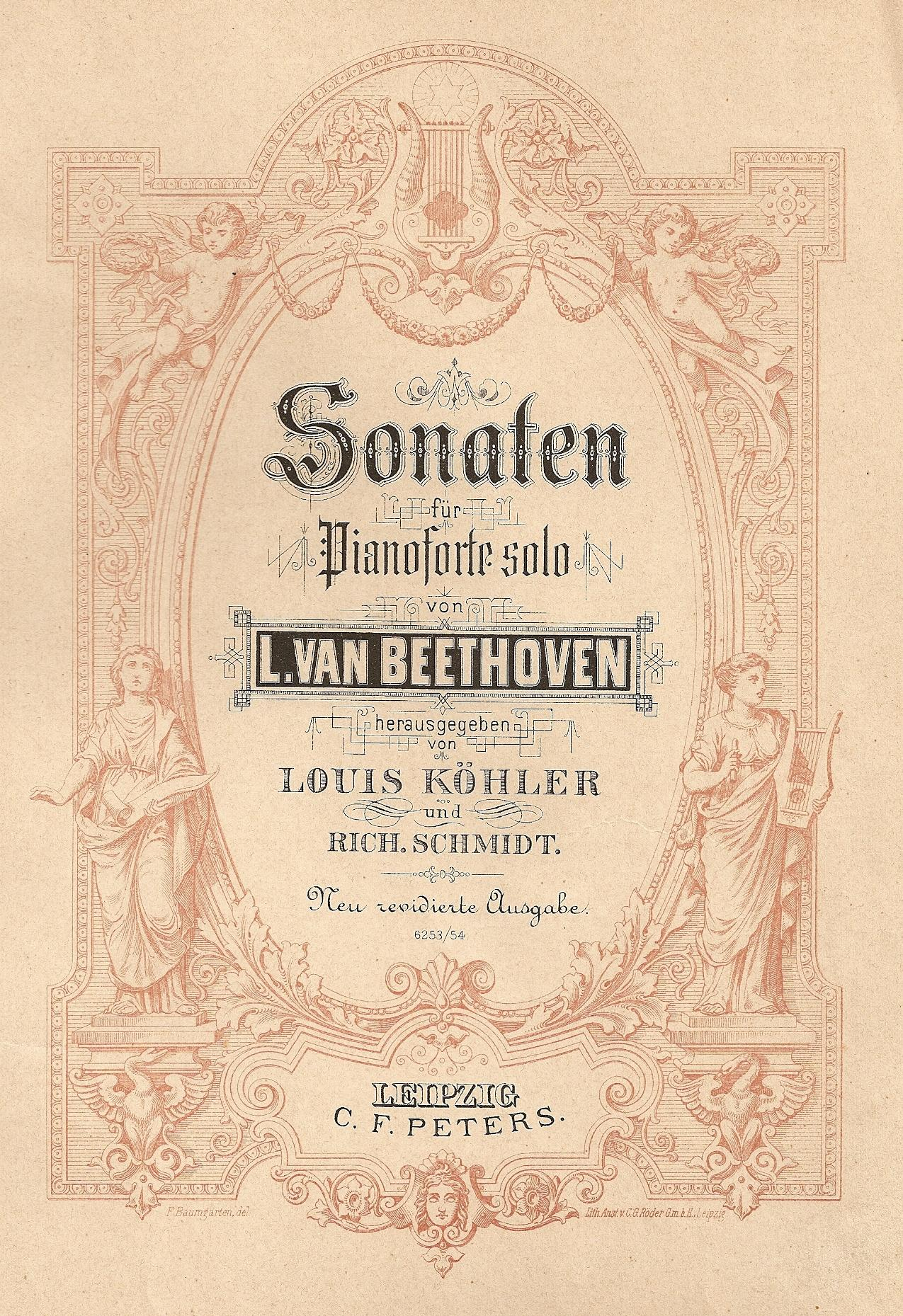
Ein typischer Innentitel einer Ausgabe der Edition Peters, ca. 1890

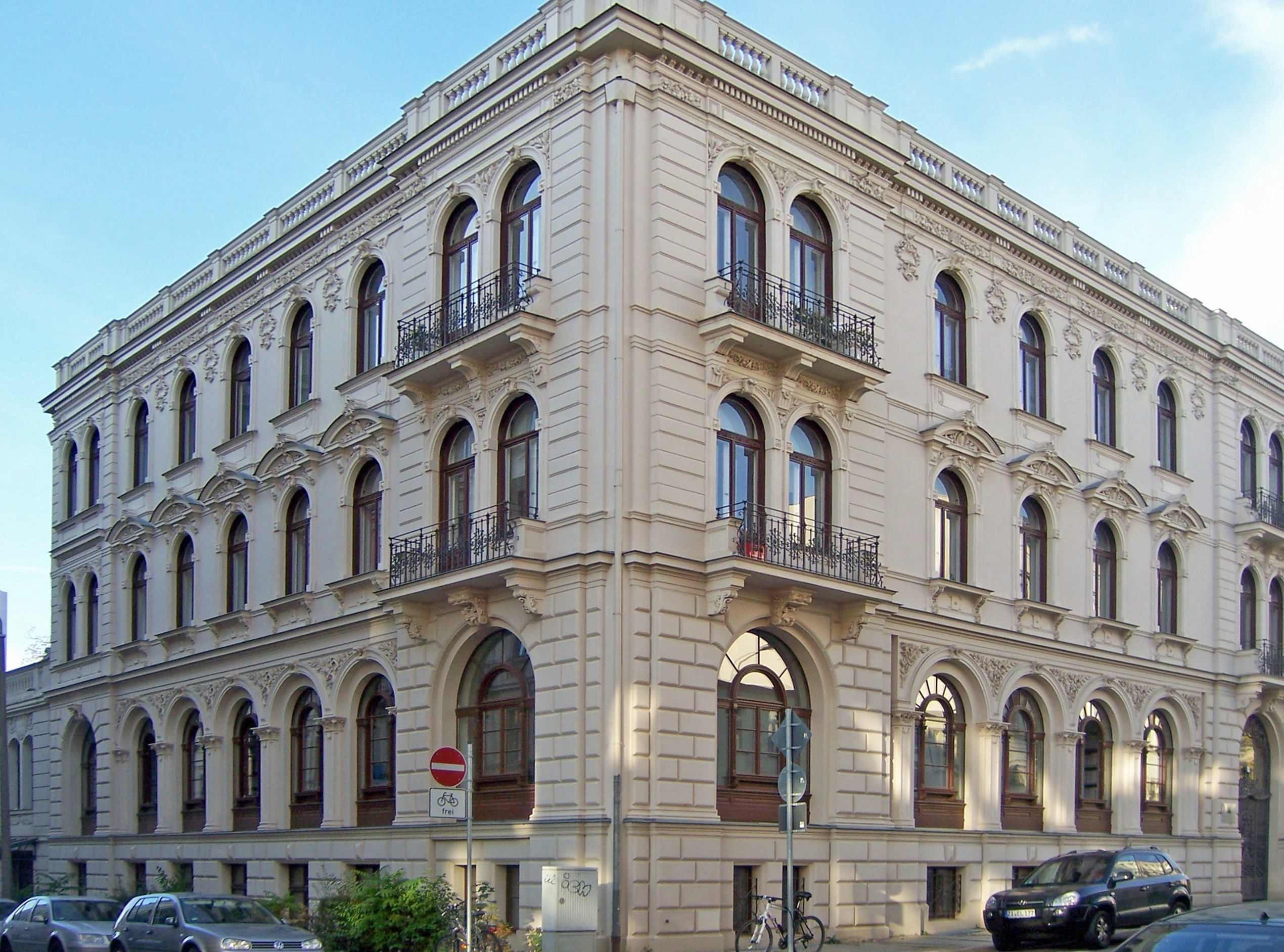
Wohn- und Geschäftshaus des Musikverlages C. F. Peters in Leipzig, erbaut 1874 nach Entwürfen des Architekten Otto Brückwald

Die Komponisten Franz Anton Hoffmeister und Ambrosius Kühnel gründeten den Musikverlag als Hoffmeister & Kühnel, Bureau de Musique 1800 in Leipzig. 1814 ging er in den Besitz des Buchhändlers Carl Friedrich Peters (1779–1827) über und trägt seitdem seinen Namen in der Form C. F. Peters. Carl Gotthelf Böhme erwarb 1828 nach dem Tode C.F. Peters’ den Verlag vom Vormund der noch minderjährigen Anna Peters (1821–?) und führte ihn bis zu seinem Lebensende im Juli 1855. Böhme verfügte testamentarisch die Umwandlung des Verlages in eine Wohltätigkeitsstiftung unter Aufsicht der Stadt Leipzig. Die Stadt Leipzig verkaufte 1860 den Verlag an den aus Berlin kommenden Julius Friedländer. 1863 trat Max Abraham (1831–1900) als Mitinhaber und Leiter in das Unternehmen ein. Max Abraham rief 1867 die legendäre Reihe Edition Peters ins Leben, mit deren nachhaltigem Erfolg der Verlag einen starken Aufschwung nahm. Nach dem Ausscheiden Julius Friedländers 1880 führte Abraham den Verlag zunächst als Alleininhaber, bis er 1894 seinen Neffen Henri Hinrichsen (1868–1942) als Teilhaber ins Unternehmen aufnahm.

Im 20. Jahrhundert wurde die Besitzerfamilie Hinrichsen zweimal enteignet: 1939 durch die NS-Regierung und nach der Rückgabe 1945 ein zweites Mal 1950 durch die SED. Daraufhin wurde der Verlag nach Frankfurt am Main verlegt, existierte jedoch auch in Leipzig weiter als VEB Edition Peters. 1993 erhielt die Familie Hinrichsen letzteren zurück.
Edition Peters geht auf eine 1867 begründete Reihe von Notenausgaben zurück, welche bereits die noch heute übliche charakteristische Umschlaggestaltung aufweist. Ein Schwerpunkt des Verlages ist die Edition so genannter Urtext-Ausgaben. Neben im engeren Sinne „klassischen“ Komponisten werden auch Werke vieler zeitgenössischer Komponisten verlegt.
Zu C. F. Peters Musikverlag gehören weiterhin Henry Litolff’s Verlag (Collection Litolff, seit 1940), Edition Schwann (seit 1974) und C. F. Kahnt Musikverlag (seit 1989).
Im August 2010 schlossen sich die Peters Edition Ltd. London, die C.F. Peters Corporation New York, der C.F. Peters Musikverlag Frankfurt/Main und die Leipziger Firmen der Edition Peters zur Edition Peters Group zusammen. Der deutsche Hauptsitz des Verlages ist seit dem 1. Juli 2014 wieder allein Leipzig.
2023 wurde die Edition Peters Group von der Wise Music Group in London übernommen und verlor damit 223 Jahre nach Verlagsgründung die Selbstständigkeit.

## Dokumente
Das Archivgut des Verlages befindet sich heute weitgehend im Sächsischen Staatsarchiv, Staatsarchiv Leipzig. Es bildet dort den „Bestand 21070 C. F. Peters, Leipzig“, und umfasst u. a. Briefkopierbücher sowie eingegangene Briefe und Korrespondenzakten mit Komponisten und Geschäftspartnern im In- und Ausland ab dem Jahr 1800, Druck- und Plattenverzeichnisse, Absatzbücher sowie Musikalien vom autographen Manuskript bis zum Druck. Der Bestand enthält auch Archivgut des 1917 übernommenen Verlags Rieter-Biedermann. Das Findbuch steht für die online-Recherche zur Verfügung.